# 張樹元

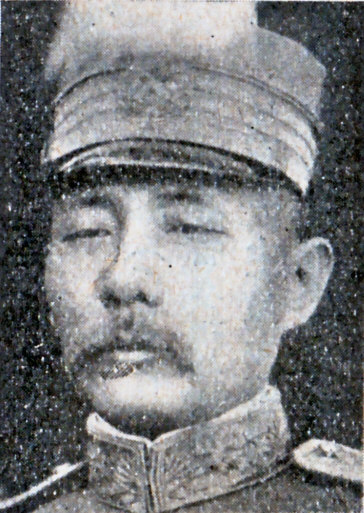

張樹元（1879年—1934年），字少卿，山東省武定府海豊縣（今無棣縣）人，清末民初軍事將領。

## 生平
張樹元畢業於新建陸軍徳文学堂，後留學日本陸軍士官学校第3期砲兵科。歸国後，歷任陸軍第五鎮砲兵第5標統、第10協協統。
辛亥革命之際，張樹元在山東參與鎮壓革命派。1914年（民国3年）7月，升任陸軍第5師師長，並任山東軍務幫辦，駐濰縣。1916年5月4日，居正指揮中華革命軍攻擊濰縣，戰鬥多日，因地方鄉紳斡旋，張樹元同意自16日起七日內撤出濰縣。1918年（民国7年）8月，張樹元護理山東督軍兼署長，同年11月署理山東督軍兼省長。
1919年（民国8年）3月，張樹元被正式任命為山東督軍。同年12月，張樹元获封北洋将軍府“謙威将軍”，被北京召還（後任的山東督軍是田中玉）。1925年（民国13年），張樹元任臨時政府軍務廳廳長。
1934年（民国23年），張樹元去世。享年56嵗。